# Sharda Ahmadali-Doekhie
Sharda Ahmadali-Doekhie is een Surinaams schoolhoofd en musicus. In 2012 richtte ze de Alive School op voor kinderen van 6 tot 18 jaar. Daarnaast is ze zangeres en liedschrijver in het Hindoestaanse muziekgenre.

## Biografie

### Familie
Sharda Doekhie is getrouwd met de orkestleider Riaz Ahmadali. De zangeres en musicus Ilhaam Ahmadali is hun dochter.

### Oprichtster Alive School
In 2012 nam zij het initiatief tot de oprichting van de Alive School, waarbij Alive een afkorting is van Authenticity & Learning In a Vitalizing Environment. De school is bestemd voor kinderen van 6 tot 18 jaar oud en richt zich op de verbondenheid van mensen met zichzelf, de natuur en de medemens. Op de school is geen plaats voor klakkeloos repeteerwerk om lesstof op te nemen. In plaats van met klassen wordt er gewerkt in een grote gemeenschap. Met deze school wil ze bevorderen dat leerlingen natuurlijke intelligentie ontwikkelen, er een spontane innerlijke houding op nahouden en verantwoordelijkheid nemen.

### Musicus
Ze werd rond 1985 actief in de Hindoestaanse muziek en bracht in 35 jaar tijd vijftien zelfgeschreven liederen uit, waaronder voor speciale gelegenheden zoals Divali, het Suikerfeest en Wereldmilieudag. Ze schreef het lied Desh ki dharti waarin ze in 2020 met een aantal artiesten een oproep doet om meer verantwoordelijkheid te dragen voor moeder Aarde.
Ze treedt daarnaast op met het Yaadgaar Orchestra en begin jaren 2010 in The National Indian Orchestra of Suriname, met in beide gevallen haar echtgenoot als dirigent. Met Yaadgaar ging zij in 2019 ook mee op tournee door Nederland. Ook is haar zang te horen in de documentaire 70 jaar Hindostaanse orkestmuziek in Suriname waaraan haar echtgenoot vijf jaar lang met het Yaadgaar Orchestra werkte.